# Apodichthys
Apodichthys – rodzaj morskich ryb z rodziny ostropłetwcowatych.

## Klasyfikacja
Gatunki zaliczane do tego rodzaju:

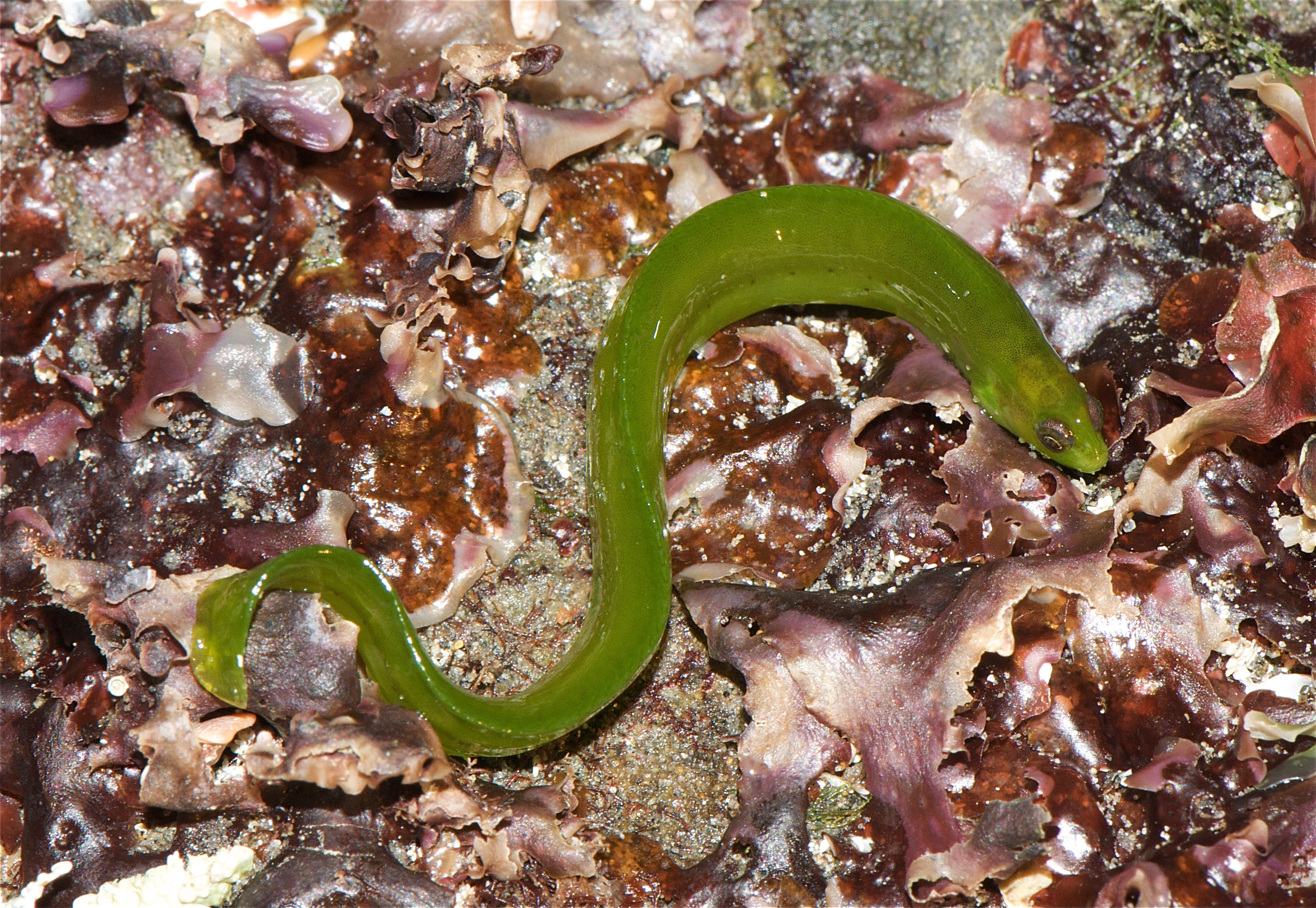
Apodichthys flavidus
- Apodichthys fucorum
- Apodichthys sanctaerosae

- Apodichthys fucorum